# Thomas Corneille

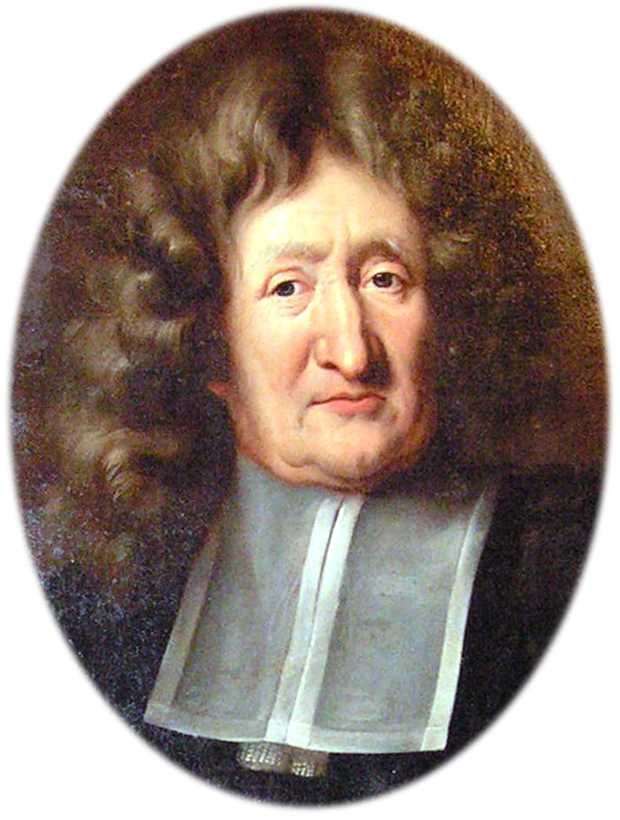
Thomas Corneille a los 81 años

Thomas Corneille (Rouen, 20 de agosto de 1625-Les Andelys, 8 de diciembre de 1709) fue un jurista y dramaturgo francés. Hermano menor del también jurista y dramaturgo Pierre Corneille.

## Biografía
Thomas Corneille, 19 años menor que su hermano Pierre, ingresó, en su niñez, en el Colegio de los Jesuitas de su ciudad natal, donde adquirió una notable formación humanística que luego habría de servirle de gran provecho para sus afanes literarios y lingüísticos. Siguiendo, asimismo, los pasos de Pierre, cursó estudios superiores de Derecho en la Universidad de Caen, y el 21 de octubre de 1649 comenzó a trabajar como abogado, profesión que habían desempeñado también su padre y su abuelo. Por aquel entonces, su hermano Pierre ya ejercía como tutor suyo desde hacía diez años, pues las afinidades estéticas e intelectuales que unían a ambos empujaron al ya prestigioso dramaturgo a asumir la tutela y educación del joven Thomas a raíz de la muerte del padre de ambos, acaecida en 1639.
Se casó con la cuñada de Pierre y se mudó de Rouen a París al mismo tiempo que él, cuando los triunfos de su hermano lo llevaron al teatro. Al igual que Pierre, primero escribió comedias, en su mayoría basadas en autores españoles (se inspiró en el astrólogo Jodelet de d'Ouville para escribir su Feint Astrologue en 1648 y su Devineresse en 1679 ) e incluso logró competir con éxito con Scarron en el campo de la comedia burlesca, su Geôlier de soi-même (a veces apodado Jodelet Prince  compitiendo con éxito con Gardien de soi-même de Scarron en 1655).
En noviembre de 1656 , debutó en la escena trágica con Timócrates, cuyo tema estaba tomado de la novela Cleopatra de La Calprenède, y que fue un gran éxito: representada durante seis meses sin interrupción, con una sucesión ininterrumpida de, según la leyenda, ochenta representaciones, fue la serie de representaciones más larga de todo el siglo. El héroe de esta obra interpreta un doble personaje: bajo el nombre de Timócrates, es el enemigo de la reina de Argos, y bajo el de Cleómenes, es su defensor y el amante de su hija. A pesar de la inmensa popularidad que esta obra disfrutó en su época, cayó en un profundo olvido y nunca ha vuelto a aparecer en escena. Según Jean-François de La Harpe, la trama está llena de incidentes «poco plausibles, pero que, sin embargo, no se logran sin arte»; Pierre-François Tissot cree que el período, fuertemente orientado hacia la exageración y el romance español, influyó en el éxito de la obra.
Escribió, solo o en colaboración, alrededor de cuarenta obras. Camma, reina de Galitia es, a ojos de Tissot, su obra mejor dirigida y genera un público muy numeroso; influye en la obra Zelmire de Belloy.
Nombrado miembro de la Academia francesa en 1658 ocupó el sillón número 14, el mismo que ocupó su hermano, muerto un año antes. Su atención se centra entonces en la filología, publicando en 1687 una nueva edición de las "Notas" de Vaugelas, un "Diccionario de Términos de las Artes y de las Ciencias" en 1694, como complemento del "Diccionario de la Academia Francesa". En 1697 escribió una completa traducción de la "Metamorfosis" de Ovidio (ya había publicado algunos años antes seis libros con las "Epístolas Heroicas").
A diferencia de su hermano, se dedicó a todos los géneros dramáticos, incluido el teatro de máquinas (su obra de máquina es Circe).17 de marzo de 1675), El triunfo de las damas (7 de agosto de 1676), La piedra filosofal (23 de febrero de 1681), con música de Marc-Antoine Charpentier, se encontraban entre las más exitosas del siglo, la ópera y la comedia con interludios. Sus tres libretos de ópera, Psyché (1678), Bellerophon (1679) y Médée (1693), lo convirtieron, junto con Philippe Quinault y Jean Galbert de Campistron, en uno de los libretistas franceses más importantes del siglo XVII.
En 1704 perdió su sillón en la Academia francesa por su condición de "veterano", un título que le permitía continuar con los privilegios de un académico, pero que le redimía de las obligaciones propias del cargo. Thomas Corneille no permitió que su ceguera detuviera su trabajo y en 1708 escribió los tres volúmenes del "Diccionario Universal Geográfico e Histórico". Esta fue su última gran obra. 

## Su obra

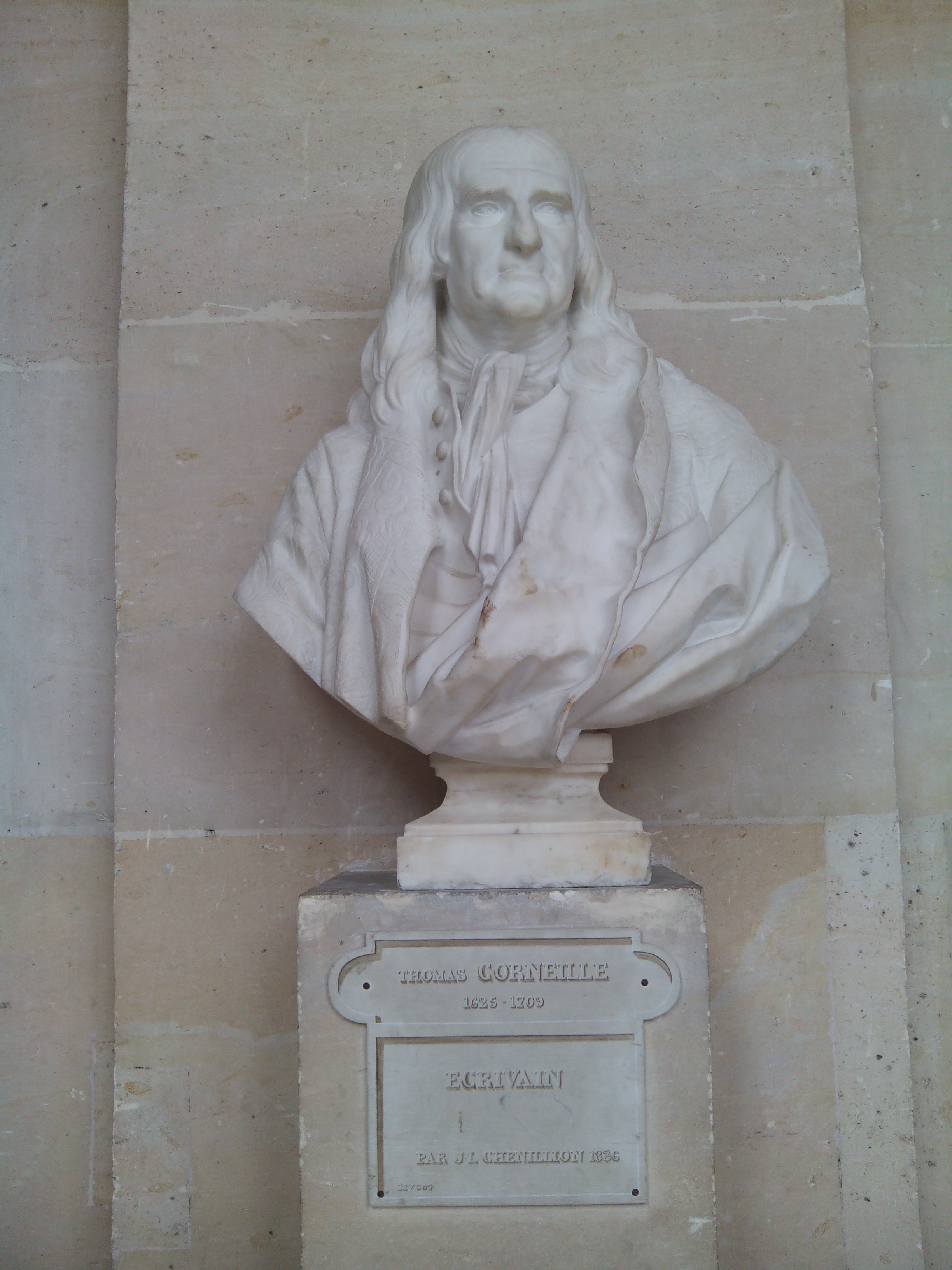
Busto de Thomas Corneille en el Palacio de Versalles.

A menudo se ha considerado que Thomas Corneille no hubiese sido nadie de no ser por su apellido. Sin embargo, Thomas Corneille tuvo la mala suerte de tener un hermano cuya fama le ensombreció. La relación entre ambos hermanos era excelente y prácticamente vivían juntos. Voltaire dijo que era un "hombre que tendría una gran reputación si no hubiera tenido un hermano". De sus 42 obras (esta es la mayor cantidad que los expertos le asignan), tan solo treinta y dos aparecen en la última edición de sus obras completas, pero escribió varias en colaboración con otros autores. Dos de ellas suelen ser reimpresas como sus obras maestras al final de la selección de los trabajos de su hermano, son "Ariane" (1672) en la que Rachel consigue el éxito y "El Cómico de Essex". Pero de "Laodice", "Camma", "Stilico" y algunas otras obras, el propio Pierre Corneille, a pesar de no tener el hábito de hablar a la ligera, dice que "deseaba haberlas escrito". Parece que esta frase está bien atestiguada al respecto de "Camma" (1661), que tiene el mismo argumento que "Tennyson's Cup".

## Fallecimiento
Murió ciego el 8 de diciembre de 1709 en Les Andelys a la edad de 84 años. Su cuerpo descansa en la Colegiata de Nuestra Señora de Les Andelys.

## Obras
Thomas Corneille es un autor remarcable en su época por muchos aspectos. Su "Timocrato" fue la obra más veces representada del siglo, con 80 funciones. Por "La Adivina", Thomas Corneille y el coautor de la obra Jean Donneau de Visé, fundador del Mercure Galant (al que Thomas contribuyó), recibieron más de 6000 libras, que se sepa, la mayor suma pagada hasta la época. Finalmente una de sus obras ("Le Baron des Fondrières") obtuvo el dudoso honor de ser la primera que fue silbada por el público. 

### Obra dramática
- Los compromisos del azar, comedia (1651)
- Le Feint astrólogo, comedia (1651)
- Don Bertran de Cigarral, comedia (1653)
- Amor a la moda, comedia (1653)
- El pastor extravagante  comedia (1654)
- El encanto de la voz, comedia (1655), comedia (1657)
- Los enemigos ilustres , comedia (1658)
- Timócrates , tragedia (1657)
- Bérénice , tragedia (1659)
- La muerte del emperador Cómodo, tragedia (1659)
- Darío , tragedia (1659)
- Estilicón , tragedia (1660)
- El doble galán , comedia (1660)
- Camma, reina de Galacia , tragedia (1661)
- Maximiano, tragedia (1662)
- Pirro, rey de Epiro , tragedia (1665)
- Perseo y Demetrio , tragedia (1665)
- Poemas dramáticos (1665¿
- Antíoco , tragicomedia (1666)
- Laódice , tragedia (1668)
- El barón de Albikrac , comedia (1668)
- La muerte de Aníbal , tragedia (1670)
- La condesa de Orgullo , comedia (1671)
- Ariadna , tragedia (1672)
- Théodat , tragedia (1674)
- El poeta comediante (1673)
- La muerte de Aquiles , tragedia (1674)
- Circe , tragedia (1675)
- Don César d'Avalos, comedia (1676)
- Lo desconocido , comedia (1677)
- El triunfo de las damas (1676)
- El conde de Essex , tragedia (1678)
- Psique (1678), libreto
- Belerofonte (1679), libreto
- La Devineresse o Les Faux Enchantements (1679), en colaboración con Donneau de Visé
- La piedra filosofal (1681)
- La fiesta de la piedra (1683), escrita en verso y adaptada del texto de Molière
- El usurero (1685)
- El barón de las Fondrières (1686)
- Medea (1693), libreto
- Las damas vengadas (1695)
- Bradamante, tragedia (1696)

La información sobre las obras seguidas de "comedia", "tragedia" o "tragi-comedia" está extraída de la edición "Poëmes Dramatiques" de Thomas Corneille, nueva edición, publicada por Gissay en 1738.